# Jeux olympiques d'hiver de 1956
Vous lisez un « bon article » labellisé en 2012.
Pour les articles homonymes, voir Jeux olympiques de 1956.
Les Jeux olympiques d'hiver de 1956, officiellement connus comme les VIIes Jeux olympiques d'hiver, ont lieu à Cortina d'Ampezzo en Italie, du 26 janvier au 5 février 1956. Cortina est d'abord retenue pour accueillir les Jeux olympiques d'hiver de 1944, mais ils sont annulés à cause de la Seconde Guerre mondiale. Elle bat la ville de Montréal au Canada et celles de Colorado Springs et Lake Placid aux États-Unis pour obtenir l'organisation des Jeux de 1956. Ces Jeux sont uniques dans la mesure où presque tous les sites sont séparés par des distances très courtes. Le comité d'organisation reçoit un soutien financier du gouvernement italien pour améliorer les infrastructures, mais le reste des coûts doit être financé par le Comité olympique italien, qui est aidé par des sponsors.
Pas moins de 821 athlètes parmi 32 nations, un record pour les Jeux d'hiver, concourent dans quatre sports et vingt-quatre épreuves. L'Union soviétique, qui fait des débuts aux Jeux olympiques d'hiver, est la nation la plus médaillée. L'Autrichien Toni Sailer devient le premier à remporter les trois médailles d'or de ski alpin la même année. Le Suédois Sixten Jernberg gagne quatre médailles en ski de fond, ce qui fait de lui l'athlète le plus médaillé de ces Jeux. Les épreuves de patinage artistique sont disputées pour la dernière fois à l'extérieur. Le seul problème logistique est le manque de neige sur les pistes de ski alpin. Pour y remédier, l'armée italienne transporte de grandes quantités de neige.
La politique n'a pas d'impact sur les Jeux d'hiver de 1956, contrairement aux Jeux d'été, à Melbourne, en Australie, où la réponse soviétique à la Révolution hongroise et la crise du canal de Suez causent le boycott des Jeux de nombreuses nations. Les Jeux de Cortina sont les premiers à bénéficier d'une diffusion télévisuelle internationale. Comme les pays communistes ont des technologies plus avancées, des pays d'Europe de l'Ouest comme l'Allemagne de l'Ouest et la Finlande ne reçoivent les images des Jeux que par les diffuseurs communistes. C'est une victoire significative des Soviétiques dans leur propagande pendant la Guerre froide.

## Contexte

### Sélection de la ville hôte
Cortina d'Ampezzo est une station de ski située dans les Dolomites, au Nord-Est de l'Italie. En 1956, sa population est de 6 500 habitants. 
Le comte Alberto Bonacossa, un skieur accompli, patineur artistique et membre du Comité international olympique (CIO) depuis 1925, mène la volonté d'amener les Jeux olympiques à Cortina d'Ampezzo. Il persuade le conseil municipal de se porter candidat à l'organisation des Jeux olympiques d'hiver de 1944. Pendant la 38e session du CIO tenue à Londres en 1939, les Jeux d'hiver de 1944 sont attribués à Cortina d'Ampezzo, mais ils sont annulés à cause de la Seconde Guerre mondiale.
En 1946, la Fédération italienne des sports d'hiver se réunit à Milan et décide de faire un deuxième essai. Une délégation menée par le comte Bonacossa présente la candidature de Cortina pour les Jeux olympiques d'hiver de 1952 lors de la 40e session du CIO à Stockholm, en Suède. Elle est soutenue par le conseil municipal et le Comité olympique italien. La candidature italienne est largement battue par celle d'Oslo, en Norvège. Le comte Bonacossa et le Comité olympique italien préparent alors une troisième candidature, cette fois pour les Jeux de 1956. La sélection de la ville hôte a lieu à Rome, pendant la 43e session du CIO. Le 27 avril 1949, Cortina d'Ampezzo est choisie avec 75 % des votes, et bat les candidatures de Montréal au Canada et de Colorado Springs et Lake Placid aux États-Unis. Malheureusement, le comte Bonacossa meurt le 30 janvier 1953, trois ans avant les Jeux.
| Cortina d'Ampezzo | Italie     | 31 |
| Montréal          | Canada     | 7  |
| Colorado Springs  | États-Unis | 2  |
| Lake Placid       | États-Unis | 1  |

### Politique
La Guerre froide commence après la victoire des Alliés pendant la Seconde Guerre mondiale. Jusqu'en 1952, beaucoup de pays communistes de l'Europe de l'Est participent aux Olympiades ouvrières ou aux Spartakiades. L'Union soviétique sort de son isolement international en participant aux Jeux olympiques d'été de 1952. Le pays fait ses débuts aux Jeux d'hiver en 1956. L'objectif de Nikita Khrouchtchev, Secrétaire général du Parti communiste de l'Union soviétique, est d'utiliser les compétitions sportives internationales, comme les Jeux olympiques, pour prouver la supériorité du communisme, renforcer les liens politiques avec les autres pays communistes et montrer l'Union soviétique comme une nation pacifique activement engagée dans le monde. La participation soviétique augmente le niveau sportif des Jeux. Les athlètes soviétiques remportent en effet le classement des médailles. Les Jeux de Cortina se déroulent avant la Révolution hongroise et la crise du canal de Suez, qui se passent à partir de l'automne 1956. Ils échappent donc aux boycotts dont sont victimes les Jeux olympiques d'été de 1956, organisés à Melbourne, en Australie, à la fin de l'année.

## Organisation
Les Jeux olympiques d'hiver de 1956 sont organisés par un comité composé de membres du Comité olympique italien et du gouvernement italien. Des observateurs ont été envoyés aux Jeux d'Oslo en 1952 pour avoir des informations sur le programme, les infrastructures et les logements nécessaires. Ils remarquent que les équipements de Cortina n'atteignent pas les standards olympiques. La station n'a pas de patinoire ni de piste de patinage de vitesse et les pistes de ski alpin, le tremplin de saut à ski et la piste de bobsleigh sont en mauvais état. Cortina est une petite station, et ses infrastructures ne peuvent pas supporter la foule attendue aux Jeux. Pour accueillir l'afflux d'athlètes, d'officiels et de spectateurs, des nouvelles routes et des lignes de chemin de fer doivent être construites, et le réseau d'électricité et de lignes de téléphone de la ville est étendu. Le réseau d'eau et les égouts doivent aussi être améliorés. Le gouvernement italien fournit 460 millions de lires pour l'amélioration des infrastructures. Le Comité olympique italien est responsable de payer le reste des coûts engendrés par les Jeux. Ses membres trouvent l'argent dans leur propre budget, la vente de billets et les paris de football locaux,. Le comité d'organisation fait sponsoriser l'évènement. Par exemple, Fiat est la marque de voiture officielle des Jeux et Olivetti fournit des machines à écrire pour les 400 journalistes des Jeux,.

### Télévision
Les Jeux de Cortina sont les premiers Jeux d'hiver à bénéficier d'une diffusion télévisuelle européenne. La télévision en tant que technologie de communication de masse s'est beaucoup développée dans les années 1950. Pendant la Guerre froide, l'Europe est un champ de bataille de propagande : les pays diffusent des signaux de télévision à travers le Rideau de fer. En 1956, les pays de la sphère d’influence soviétique ont une technologie plus avancée et sont capables de diffuser des programmes de télévision communistes dans des pays tels que la Finlande et l'Allemagne de l'Est. En conséquence, les Allemands de l'Ouest regardent les Jeux de 1956 grâce à la diffusion en Allemagne de l'Est avec un point de vue favorable au communisme. C'est une victoire significative des Soviétiques dans leur propagande pendant la Guerre froide. Les ramifications politiques ne sont pas le seul impact que la télévision a sur les Jeux. La diffusion ne génère pas de revenus (les Jeux olympiques d'hiver de 1960 sont les premiers à en engendrer,) mais confirme la possibilité de diffuser un grand évènement sportif. Pour la première fois aux Jeux olympiques, des sites sont construits d'après les exigences de la télévision. Par exemple, la grande tribune pour l'épreuve de ski de fond (Lo Stadio della neve) est orientée vers le sud pour que les caméras ne soient pas dérangées par le soleil.

### Nations participantes
Un total de 32 nations envoie des athlètes aux Jeux olympiques d'hiver de 1956. L'Union soviétique, la Bolivie et l'Iran participent pour la première fois aux Jeux d'hiver. La Corée du Sud, le Liechtenstein et la Turquie retrouvent cette compétition après l'avoir manquée en 1952, alors que l'Argentine, le Danemark, la Nouvelle-Zélande et le Portugal, qui ont participé quatre ans plus tôt, ne concourent pas à Cortina d'Ampezzo. Les athlètes de l'Allemagne de l'Ouest et de l'Allemagne de l'Est participent ensemble comme l'Équipe unifiée d'Allemagne, une collaboration qui continue pendant les deux olympiades suivantes.
Le nombre indiqué entre parenthèses est le nombre d'athlètes engagés par pays.
| - Équipe unifiée d’Allemagne (63) - Australie (8) - Autriche (60) - Belgique (4) - Bolivie (1) - Bulgarie (7) - Canada (35) - Chili (3) |  | - Corée du Sud (4) - Espagne (9) - États-Unis (67) - Finlande (31) - France (32) - Grèce (3) - Hongrie (2) - Iran (3) |  | - Islande (7) - Italie (65) - Japon (10) - Liban (3) - Liechtenstein (8) - Norvège (45) - Pays-Bas (8) - Pologne (51) |  | - Roumanie (19) - Grande-Bretagne (41) - Suède (58) - Suisse (59) - Tchécoslovaquie (41) - Turquie (4) - Union soviétique (53) - Yougoslavie (17) |

## Déroulement

### Calendrier
La cérémonie d'ouverture a lieu le 26 janvier, tout comme les premiers matches du tournoi de hockey sur glace. Du 27 janvier au 5 février, jour de la cérémonie de clôture, au moins une finale d'épreuve est tenue chaque jour.
| CO | Cérémonie d'ouverture | ● | Épreuve | 1 | Finale d'épreuve | CC | Cérémonie de clôture |

| janvier 1956 février 1956 | 26 Jeu | 27 Ven | 28 Sam | 29 Dim | 30 Lun | 31 Mar | 1 Mer | 2 Jeu | 3 Ven | 4 Sam | 5 Dim | Nombre d'épreuves |
| ------------------------- | ------ | ------ | ------ | ------ | ------ | ------ | ----- | ----- | ----- | ----- | ----- | ----------------- |
| Cérémonies                | CO     |        |        |        |        |        |       |       |       |       | CC    | —                 |
| Hockey sur glace          | ●      | ●      | ●      | ●      | ●      | ●      | ●     | ●     | ●     | 1     |       | 1                 |
| Bobsleigh                 |        | ●      | 1      |        |        |        |       |       | ●     | 1     |       | 2                 |
| Ski alpin                 |        | 1      |        | 1      | 1      | 1      | 1     |       | 1     |       |       | 6                 |
| Ski de fond               |        | 1      | 1      |        | 1      |        | 1     | 1     |       | 1     |       | 6                 |
| Patinage de vitesse       |        |        | 1      | 1      | 1      | 1      |       |       |       |       |       | 4                 |
| Patinage artistique       |        |        |        | ●      | ●      | ●      | 1     | 1     | 1     |       |       | 3                 |
| Combiné nordique          |        |        |        | ●      |        | 1      |       |       |       |       |       | 1                 |
| Saut à ski                |        |        |        |        |        |        |       |       |       |       | 1     | 1                 |
| Nombre de finales/jour    |        | 2      | 3      | 2      | 3      | 3      | 3     | 2     | 2     | 3     | 1     |                   |
| Total cumulé              |        | 2      | 5      | 7      | 10     | 13     | 16    | 18    | 20    | 23    | 24    | 24                |

### Cérémonie d'ouverture
La cérémonie d'ouverture a lieu le jeudi 26 janvier 1956 dans le Stadio Olympica. Des sièges sont ajoutés pour augmenter temporairement le nombre de places de 12 000 à 14 000. Les athlètes représentant les 32 nations défilent et Giovanni Gronchi, Président de la République italienne, déclare les VIIe Jeux olympiques d'hiver ouverts. Ensuite, le patineur de vitesse Guido Caroli arrive dans le stade en patinant et en portant la Flamme olympique. En patinant, il trébuche et tombe sur un câble de télévision, mais la flamme ne s'éteint pas et il peut allumer la vasque. Le serment olympique est dit par Giuliana Chenal-Minuzzo ; c'est la première fois qu'une athlète féminine a cet honneur.

### Épreuves
Deux épreuves sont ajoutées aux quatre sports et vingt-deux épreuves des Jeux de 1952 : la course de ski de fond masculine de 30 kilomètres et le relais féminin de ski de fond de 3 × 5 kilomètres. L'Union soviétique a demandé l'ajout d'une compétition féminine de patinage de vitesse, mais cette requête a été rejetée par le CIO lors de sa 49e session à Athènes en 1954.

#### Hockey sur glace
Le huitième tournoi olympique de hockey sur glace compte aussi pour les Championnats d'Europe et du monde. Les dix nations participantes sont réparties en trois groupes. Les deux meilleures nations de chaque groupe sont qualifiées pour le tour final, et les équipes restantes jouent dans un groupe de consolation pour les places 7 à 10. Le Canada, la Tchécoslovaquie et l'Union soviétique finissent à la première place de leur groupe, tandis que l'Allemagne, les États-Unis et la Suède sont au deuxième rang.
Le match entre le Canada, qui a obtenu six médailles d'or et une d'argent dans les sept tournois précédents, et les États-Unis, qui ont terminé juste derrière le Canada à leurs cinq participations, est un match important du tour final. Les Américains le remportent par quatre buts à un. Ils rencontrent ensuite les Soviétiques dans un jeu décisif pour la médaille d'or. Les Soviétiques réussissent à gagner le match par quatre buts à zéro. Ils s'adjugent l'or en battant le Canada, alors que les États-Unis se contentent de l'argent et les Canadiens, après deux défaites, du bronze. La victoire soviétique est remarquable, puisqu'ils n'ont commencé les compétitions internationales qu'en 1954.

#### Bobsleigh
Deux compétitions de bobsleigh sont disputées : le bobsleigh à deux et à quatre. Chaque nation peut être représentée par deux équipes dans chaque évènement. Les bobeurs participent dans quatre manches et les temps sont additionnés pour établir le classement. Les Italiens remportent l'or et l'argent en bobsleigh à deux. Les Suisses prennent la troisième place en dépassant l'Espagne pendant la dernière manche. La compétition de bobsleigh à quatre a lieu une semaine plus tard. Les Suisses remportent la médaille d'or, les Italiens prennent l'argent et les Américains gagnent le bronze. L'Italie avait participé aux épreuves de bobsleigh des six Jeux précédents, mais n'avait jamais atteint le podium,. Les Italiens Renzo Alverà et Eugenio Monti gagnent l'argent à deux et à quatre. Les médailles d'argent d'Eugenio Monti en 1956 sont les premières de ses six médailles olympiques en bobsleigh. La piste de bobsleigh de Cortina est renommée plus tard la Piste Eugenio Monti, en honneur à sa carrière. Ses médailles en bobsleigh sont les seules du pays hôte à ces Jeux. Les épreuves de bobsleigh sont critiquées sur le fait que la piste devient usée à cause de son utilisation trop fréquente. Cela désavantage les équipes ayant obtenu de meilleurs résultats lors des dernières manches que lors des premières.

#### Ski alpin
Six compétitions de ski alpin ont lieu : trois masculines et trois féminines. Il s'agit de la descente, du slalom et du slalom géant. L'Autrichien Toni Sailer rafle les médailles d'or des hommes avec des écarts historiques, devenant le premier à gagner trois médailles d'or olympiques en ski alpin la même année. Menés par Sailer, les Autrichiens dominent les épreuves de ski alpin des hommes et des femmes, en remportant neuf médailles sur les dix-huit mises en jeu, contre seulement 4 pour les Suisses. Ils sont particulièrement performants en slalom géant : les hommes s'adjugent les trois médailles et les femmes ont l'argent et le bronze. Chiharu Igaya devient le premier Japonais à gagner une médaille aux Jeux olympiques d'hiver en se classant deuxième en slalom,. La Suissesse Madeleine Berthod remporte la descente le jour de son anniversaire avec une avance impressionnante de 4,7 secondes sur la deuxième, sa compatriote Frieda Dänzer. Leur coéquipière Renée Colliard gagne le slalom. Ossi Reichert obtient la seule médaille d'or de la délégation allemande en étant première du slalom géant.

#### Ski de fond
Pour la première fois, deux épreuves féminines de ski de fond sont disputées. Les femmes soviétiques obtiennent les deux premières places de la course individuelle de 10 kilomètres, mais sont devancées par les Finlandaises dans la nouvelle compétition du relais 3 × 5 kilomètres. Les hommes ont aussi une nouvelle course : le 30 kilomètres. Elle est remportée par le Finlandais Veikko Hakulinen. Les trois autres épreuves masculines sont gagnées par trois nations différentes : le Norvégien Hallgeir Brenden remporte le 15 kilomètres, qui remplace le 18 kilomètres, le Suédois Sixten Jernberg gagne le 50 kilomètres et les Soviétiques s'adjugent le relais 4 × 10 kilomètres. L'Union soviétique, la meilleure nation en ski de fond, gagne en tout sept médailles sur dix-huit. Les Suédois remportent six médailles, surtout grâce à Sixten Jernberg, qui est l'athlète le plus médaillé des Jeux. Il prend une médaille d'or, deux d'argent et une de bronze, qui sont les premières de ses neuf médailles olympiques de sa carrière en ski de fond.

#### Patinage de vitesse
L'Union soviétique domine aussi les épreuves de patinage de vitesse en reportant sept médailles sur douze, dont quatre en or. Les patineurs soviétiques battent deux records du monde, un record olympique et ont au moins un médaillé dans chacune des quatre compétitions. Evgueni Grichine est le meilleur athlète individuel. Il remporte deux médailles d'or et bat deux records du monde. Grichine et son coéquipier Yuri Mikhaylov finissent à égalité dans la course du 1 500 mètres. Ils reçoivent donc chacun une médaille d'or et aucune médaille d'argent n'est remise. Le Suédois Sigvard Ericsson gagne une médaille d'or et une de bronze et bat le record olympique du 10 000 mètres.

#### Patinage artistique

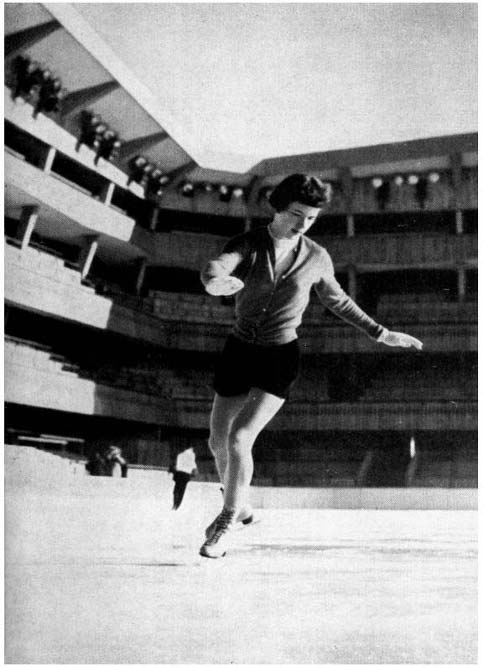
La championne olympique de patinage artistique Tenley Albright.

Il y a trois épreuves dans la compétition olympique de patinage artistique : l'épreuve masculine, féminine et par couple. Elles se déroulent pour la dernière fois à l'extérieur à Cortina. Les patineurs américains remportent cinq médailles : les trois de l'épreuve masculine et l'or et l'argent de l'épreuve féminine. Tenley Albright devient championne olympique malgré une blessure grave. Moins de deux semaines avant les Jeux, à l'entraînement, elle tombe sur la glace et se blesse la cheville droite avec la lame de son patin gauche. Sa coéquipière Carol Heiss obtient l'argent, et l'Autrichienne Ingrid Wendl prend la médaille de bronze. Les médaillés masculins sont les frères américains Hayes Alan et David Jenkins, ainsi que leur coéquipier Ronald Robertson. Le couple autrichien Elisabeth Schwarz et Kurt Oppelt remporte la médaille d'or. Les Canadiens Frances Dafoe et Norris Bowden gagnent l'argent tandis que les Hongrois Marianna et László Nagy, qui sont sœur et frère, défendent leur médaille de bronze obtenue lors des Jeux de 1952,.

#### Combiné nordique
Il y a des changements significatifs à l'épreuve de combiné nordique par rapport à celles des Jeux précédents. Cette compétition a toujours été une course de ski de fond suivie de sauts à ski. Les participants du combiné nordique prenaient part à la course de ski de fond du 18 kilomètres, ce qui signifie qu'ils concouraient avec les athlètes spécialistes du ski de fond. Leurs temps étaient combinés avec leurs scores de deux sauts à ski pour établir le classement final. Aux Jeux de Cortina, le format est changé pour permettre aux athlètes de combiné nordique de concourir dans une course de 15 kilomètres qui leur est dédiée. Deux jours plus tard, ils sautent trois fois du tremplin de saut à ski. Le score des deux meilleurs sauts est combiné avec le temps de la course de ski de fond pour déterminer le vainqueur. Ce format devient le standard pour les compétitions suivantes. Les Norvégiens continuent à dominer cette épreuve : Sverre Stenersen décroche la médaille d'or. Depuis l'introduction du combiné nordique aux Jeux de 1924, la médaille d'or leur a échappé une seule fois,. Stenersen est suivi du Suédois Bengt Eriksson et du Polonais Franciszek Gąsienica Groń.

#### Saut à ski
Dans la compétition de saut à ski, le Suisse Andreas Däscher introduit un nouveau style de saut, qui est connu plus tard sous le nom de technique Däscher. Avant ces Jeux, les athlètes, mettaient leurs bras en avant par-dessus leur tête. Däscher pense que si le sauteur tient ses bras le long du corps, il arrive plus loin. Les athlètes qui adoptent cette nouvelle technique dominent la compétition, ce qui prouve son efficacité. Les Finlandais Antti Hyvärinen et Aulis Kallakorpi prennent la première et la deuxième place, et l'Allemand Harry Glass remporte la médaille de bronze. Cette épreuve marque la fin de la domination des Norvégiens dans ce sport. Depuis les premiers Jeux olympiques d'hiver en 1924, ils ont gagné la médaille d'or à chaque fois jusqu'en 1956. Ces mauvaises performances sont dues à leur refus d'adopter la nouvelle technique de saut.

### Cérémonie de clôture
La cérémonie de clôture a lieu le dimanche 5 février dans le Stadio Olympica. Elle est précédée d'une démonstration de patinage artistique par les champions des hommes, des femmes et des couples. Les porte-drapeaux de chaque nation entrent dans le stade. Ils sont suivis des drapeaux de la Grèce et des États-Unis, en l'honneur à la nation fondatrice des Jeux olympiques et au prochain pays à accueillir les Jeux d'hiver. C'est depuis cette session des Jeux olympiques que les athlètes ne défilent pas par équipes nationales mais parcourent le stade en groupes mélangés pour symboliser l'unité de l'humanité. Avery Brundage, président du Comité international olympique, déclare la clôture des Jeux et des feux d’artifice concluent l'évènement.

### Tableau des médailles
- Pays organisateur (Italie)

| Rang  | Nation                     | Or | Argent | Bronze | Total |
| ----- | -------------------------- | -- | ------ | ------ | ----- |
| 1     | Union soviétique           | 7  | 3      | 6      | 16    |
| 2     | Autriche                   | 4  | 3      | 4      | 11    |
| 3     | Finlande                   | 3  | 3      | 1      | 7     |
| 4     | Suisse                     | 3  | 2      | 1      | 6     |
| 5     | Suède                      | 2  | 4      | 4      | 10    |
| 6     | États-Unis                 | 2  | 3      | 2      | 7     |
| 7     | Norvège                    | 2  | 1      | 1      | 4     |
| 8     | Italie                     | 1  | 2      | 0      | 3     |
| 9     | Équipe unifiée d’Allemagne | 1  | 0      | 1      | 2     |
| 10    | Canada                     | 0  | 1      | 2      | 3     |
| 11    | Japon                      | 0  | 1      | 0      | 1     |
| 12    | Hongrie                    | 0  | 0      | 1      | 1     |
| 12    | Pologne                    | 0  | 0      | 1      | 1     |
| Total | Total                      | 25 | 23     | 24     | 72    |

### Sportifs les plus médaillés
| Rang | Athlète                | Sport               | Or | Argent | Bronze | Total |
| ---- | ---------------------- | ------------------- | -- | ------ | ------ | ----- |
| 1    | Toni Sailer (AUT)      | Ski alpin           | 3  | 0      | 0      | 3     |
| 2    | Evgueni Grichine (URS) | Patinage de vitesse | 2  | 0      | 0      | 2     |
| 3    | Sixten Jernberg (SWE)  | Ski de fond         | 1  | 2      | 1      | 4     |
| 4    | Veikko Hakulinen (FIN) | Ski de fond         | 1  | 2      | 0      | 3     |
| 5    | Ljubov Kozyreva (URS)  | Ski de fond         | 1  | 1      | 0      | 2     |
| 5    | Sigvard Ericsson (SWE) | Patinage de vitesse | 1  | 1      | 0      | 2     |
| 7    | Pavel Kolchin (URS)    | Ski de fond         | 1  | 0      | 2      | 3     |
| 8    | Fyodor Terentyev (URS) | Ski de fond         | 1  | 0      | 1      | 2     |

## Sites

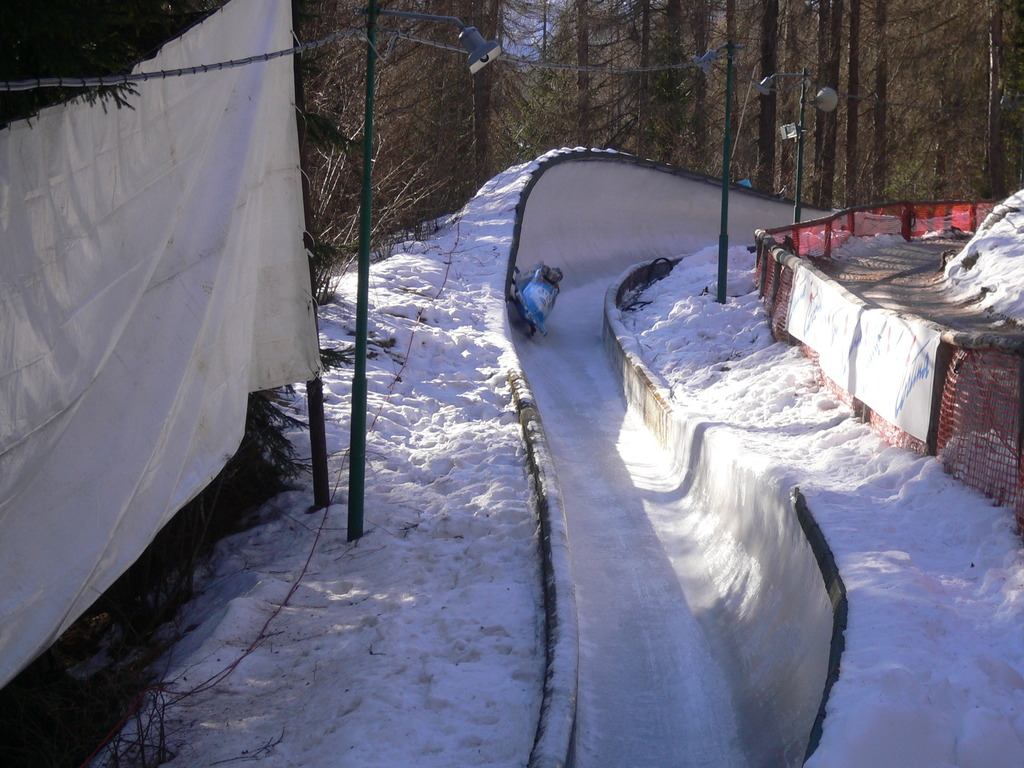
La Piste Eugenio Monti accueille les compétitions de bobsleigh.

La proximité des sites est une caractéristique unique des Jeux de Cortina. À l'exception de ceux du patinage de vitesse et du ski alpin, ils sont tous atteignables à pied à l'intérieur de la ville de Cortina. Les compétitions se déroulent sans incidents à l'exception de celles de ski alpin, qui souffrent du manque de neige. Tous les sites sont construits ou rénovés pour les Jeux.
Aucun village olympique n'est construit pour les Jeux d'hiver de 1956. La ville de Cortina d'Ampezzo a une population inférieure à 7 000 habitants en 1956. Les hôtels locaux craignaient qu'une fois les Jeux terminés un village olympique aurait tant augmenté la capacité en logement de la ville que beaucoup d'entre eux auraient fait faillite. Les athlètes sont donc logés dans les familles locales et dans les hôtels existants.
Le stade olympique (Lo Stadio del ghiaccio) est conçu pour être le point central des Jeux. Il est construit sur les rives de la rivière Boite, au Nord de Cortina. Après la construction de nouvelles routes et d'un pont, le stade est à huit minutes de marche du centre-ville. Il peut accueillir 6 000 à 7 000 personnes. À cause du manque de place, les tribunes sont construites verticalement. Il y a deux patinoires artificielles de 30 mètres par 60, pour une surface totale de 4 320 m2. Une installation située sous le stade gèle la surface en évaporant de l'ammoniac. La construction du stade coûte 1,3 milliard de lires italiennes, ce qui en fait le site le plus cher de ces Jeux. Le stade olympique est utilisé pour les cérémonies d'ouverture et de clôture et pour les épreuves de patinage artistique. Après les Jeux, le comité d'organisation offre le stade à la ville de Cortina. Il est utilisé comme patinoire en hiver et comme stade extérieur de judo et de gymnastique en été.
Le stade Apollonino est utilisé pour le tournoi de hockey sur glace. Un travail considérable doit être effectué pour le rénover. Une deuxième patinoire est ajoutée pour permettre de jouer deux matches simultanément. Le stade est équipé de lumières électriques et la capacité est augmentée pour atteindre 2 000 personnes.
La piste de bobsleigh (La pista del bob) est construite à l'origine en 1928. Elle est reconstruite et agrandie plusieurs fois durant les années précédant les Jeux. Un panneau illuminé affichant la position de chaque bob sur la piste est installé.
Situé à environ deux kilomètres et demi de Cortina, près de Zuel, le tremplin de saut à ski Italia est construit en 1940, et remplace le tremplin Franchetti, construit en 1923. Avec l'organisation des Jeux de 1956 à Cortina, le tremplin est rénové pour s'adapter aux exigences techniques des Jeux olympiques. Le 8 décembre 1955, le nouveau tremplin est terminé pour un coût de 310 millions de lires. Une route est construite entre Cortina et le tremplin pour le transport des athlètes, des officiels et des autorités. La plate-forme en béton armé est haute de 54 mètres, et possède une rampe de lancement de 87,5 mètres de longueur inclinée à 35 degrés. Deux tribunes, chacune avec une capacité de 3 000 personnes, sont placées de chaque côté de la zone d’atterrissage. Une zone naturelle au bas du tremplin peut contenir jusqu'à 40 000 spectateurs debout.
Le stade de la neige (Lo Stadio della neve) est construit à deux kilomètres de Cortina et accueille les compétitions de ski de fond. Deux tribunes sont construites pour un total de 6 000 places. Trois types de pistes sont construits : une de 15 kilomètres, trois de 5 kilomètres, et quatre de 10 kilomètres. Certaines de ces pistes traversent la piste de bobsleigh. Un pont doit donc être construit pour que les épreuves sur les deux sites ne s'interfèrent pas.
Les pistes de ski alpin (Le piste alpine) sont construites sur les pentes du Monte Tofana et du Monte Faloria dans les Dolomites. La descente et le slalom des hommes et des femmes se tiennent au Monte Tofana. Le Monte Faloria est le site des deux courses de slalom géant. La construction des pistes dure presque deux ans. Pendant les années précédant les Jeux, le manque de neige n'est pas un problème, mais en 1956, les chutes de neige sont insuffisantes pour que les skieurs descendent en sécurité. De la neige doit donc être transportée par l'armée italienne.
La patinoire Misurina (La pista di Misurina) est le site des épreuves de patinage de vitesse. C'est la dernière fois que les compétitions de patinage de vitesse aux Jeux olympiques ont lieu sur de la glace naturelle. Le lac se trouve à 13 kilomètres de Cortina. La patinoire est établie à l'extrémité nord du lac et des tribunes sont construites pour accueillir 8 500 personnes. Elles sont équipées de bobines de silice intégrées aux sièges. Cette technologie est récemment devenue économique. Malgré le fait que les compétitions se tiennent à l'extérieur sur un lac gelé, deux records du monde et deux records olympiques sont battus ou égalés.
Trois des sites de ces Jeux, le stade olympique, le tremplin de saut à ski et la piste de bobsleigh apparaissent dans le film de James Bond Rien que pour vos yeux, sorti en 1981.